# Nazlet Zeid
Nazlet Zeid o Nazlat ash-Sheikh Zeid (àrab: نزلة الشيخ زيد, Nazlat ax-Xayẖ Zayd) o encara Khirbet Nazlet Zeid (àrab: خربة نزلة زيد, Ḫirbat Nazlat Zayd) és una vila palestina de la governació de Jenin, a Cisjordània, al nord de la vall del Jordà. Es troba a l'Àrea C, posada sota total control civil i militar israelià, i el Mur de Cisjordània travessa la vila. Segons el cens de l'Oficina Central Palestina d'Estadístiques (PCBS), Nazlet Zeid tenia 704 habitants en 2007.

## Història
A L'ocàs de l'Imperi Otomà hi ha constància d'un lloc anomenat Sheik Zeid, que es creu que prové d'un nom personal. Al cens de Palestina de 1922 elaborat per les autoritats del Mandat Britànic de Palestina, Kh. al-Sheikh Zaid tenia una població de deu habitants, tots musulmans. Els habitants pertanyien majoritàriament a la família Al-Kilani. La vila rebia el nom del xeic Zeid Kilani, l'antic líder de la família Kilani. La vila fou el lloc on el 1935 es van enfrontar les forces del líder anticolonial Izz al-Din al-Qassam i les tropes del mandat Britànic, que acabà amb la mort d'al-Qassam.
Al cens de 1945 la població de Nazlet Zeid fou comptada amb la de Ya'bad, segons un cens oficial de terra i població.
Com a conseqüència de la guerra araboisraeliana de 1948, i després dels acords d'armistici araboisraelians de 1949, Nazlet Zeid va passar a pertànyer a Jordània i després de la guerra dels Sis Dies de 1967, ha estat sota domini israelià.